# دلاویر (آرکانزاس)
دلاویر (به انگلیسی: Delaware) یک منطقهٔ مسکونی در ایالات متحده آمریکا است که در شهرستان لوگان، آرکانزاس واقع شده‌است. دلاویر ۱۱۰٫۰۳ متر بالاتر از سطح دریا واقع شده‌است.